# Chara-Szybir (Kraj Zabajkalski)
Chara-Szybir (ros. Хара-Шибирь) – wieś w Rosji, w Kraju Zabajkalskim, w rejonie mogojtujskim. W 2010 liczyła 1642 mieszkańców.